# Villa romana di Las musas
La villa romana di "Las musas" ("Le muse") è una villa romana situata nel comune spagnolo di Arellano, nella comunità autonoma della Navarra.

## Storia
Tra il I e il III secolo la villa fu adibita alla produzione di vino, mentre tra il IV e il V secolo fu ricostruita dopo un incendio come residenza ornata di mosaici, collegata ad un santuario dedicato a Cibele ed Attis, con taurobolio.
Nel 1882 fu scoperto casualmente il mosaico ottagonale con la raffigurazione delle Muse, portato al Museo archeologico nazionale di Madrid.
Indagini archeologiche furono condotte  nel 1942 da Blas de Taracena, che riconobbe la presenza di una villa romana e gli scavi sistematici che ne rimisero in luce i resti furono realizzati dal 1985 al 1998.

## Descrizione
La villa aveva pianta rettangolare e fu dotata di un muro di contenimento e di recinzione sul lato occidentale, con una porta di accesso a cui si saliva per una scala.
L'impianto per la produzione del vino della prima fase si disponeva sui lati nord ed ovest e comprendeva piattaforme coperte per la spremitura meccanica dell'uva, sopraelevate per facilitare il deflusso del mosto e rivestite di intonaco impermeabile, collegate ad una vasca, ugualmente impermeabilizzata, per la raccolta del mosto. Un ambiente era destinato alla cottura del mosto, probabilmente utilizzato anche come cucina domestica quando non era tempo di vendemmia. L'invecchiamento del vino veniva accelerato nel fumarium, attraverso fumo e calore. Il vino prodotto era immagazzinato in una cella vinaria, un grande ambiente situato ad un livello inferiore, con dolia che poteva raccogliere tra i 45.000 e i 50.000 litri di vino e che ospitava un larario.
Al di sopra della cella vinaria erano presenti ambienti di abitazione, con pavimenti in signino e pareti dipinte.
Nella fase di IV secolo l'accesso agli ambienti residenziali avveniva dal lato sud, con un ingresso marcato da pilastri in pietra; da qui un corridoio conduceva al peristilio su cui si aprivano le stanze. Sul lato est si trovano gli ambienti decorati a mosaico.
La stanza di rappresentanza, preceduta da un ampio vestibolo sorto sopra la cisterna scavata nella roccia della prima fase, era costituita da un vasto ambiente quadrangolare, con mosaico ad emblema centrale raffigurante la Partenza di Adone per la caccia e da un ambiente semicircolare, utilizzato come triclinio con  mosaico raffigurante le Nozze di Attis. 
Una stanza ottagonale, accessibile ancora da un ampio vestibolo ospitava il mosaico con le Muse rinvenuto nell'Ottocento ed è stata interpretata per la tematica della raffigurazione, come ambiente destinato allo studio.
Infine un cubicolo (stanza da letto), conserva un mosaico raffigurante la Nascita di Attis.
Un vasto ambiente sul lato sud, a fianco dell'ingresso, nel quale si aprivano piccole stanze, e con accesso tramite una scala, è stato interpretato come destinato agli ospiti del santuario. 
Staccato dal corpo principale su questo stesso lato è presente un vasto ambiente rettangolare interpretato come stalla.
Ugualmente staccato dal corpo principale, sul lato est si trovava il santuario dedicato a Cibele: un recinto con portico interno a pilastri ospitava al centro una struttura a forma di U, con altari taurobolici decorati da teste di toro.